# SN 2008gh
SN 2008gh – supernowa typu Ia odkryta 11 października 2008 roku w galaktyce UGC 3957. W momencie odkrycia miała maksymalną jasność 18,70m.